# National Geographic Society

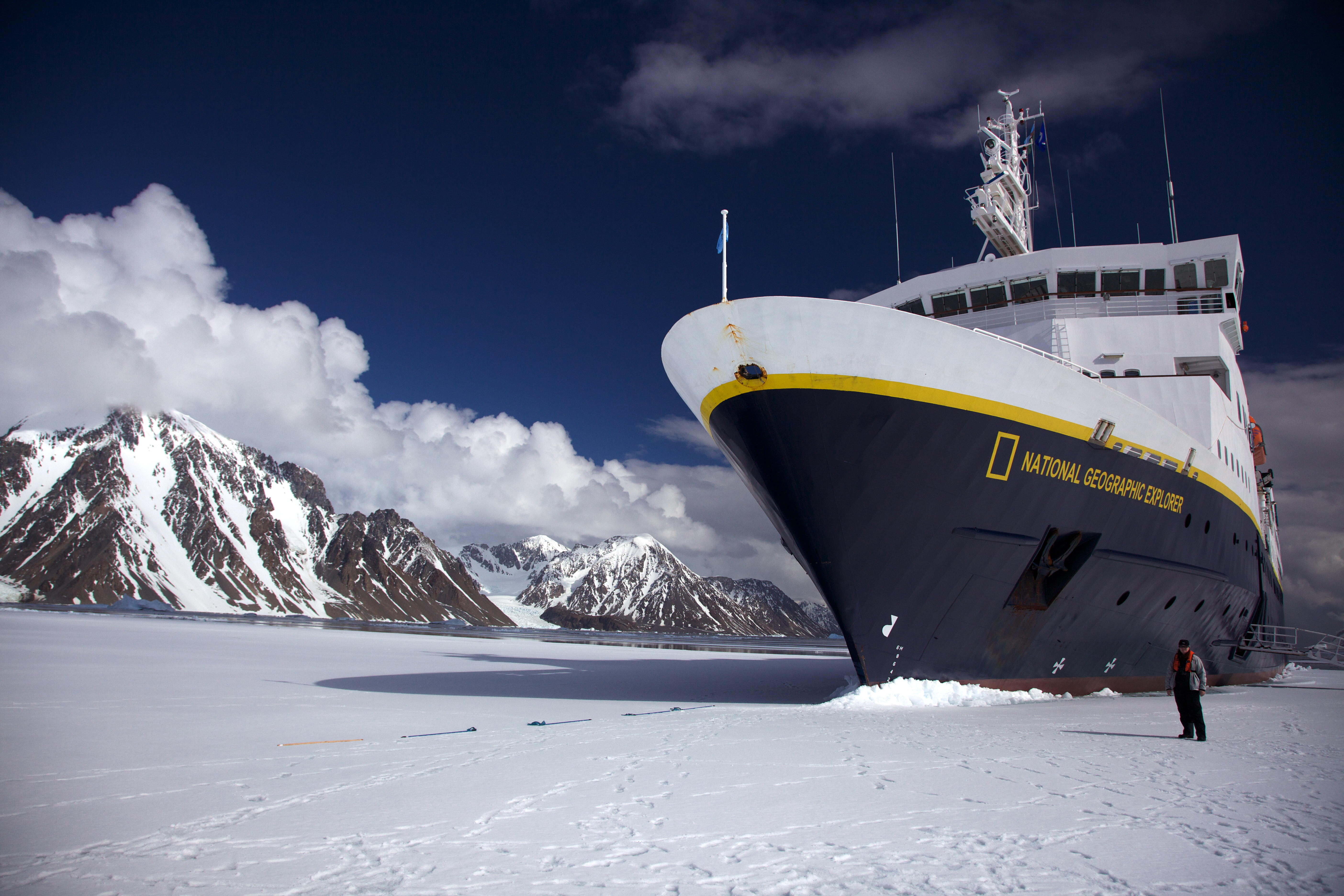
National Geographic Explorer bezoekt Antarctica

De National Geographic Society (NGS) is een van de grootste non-profitorganisaties ter wereld. De instelling zet zich in voor geografie, archeologie en natuurwetenschap; de promotie en het behoud van milieu en geschiedenis; en de studie van de wereldcultuur en geschiedenis. De National Geographic Society werd opgericht in 1888. Het hoofdkantoor staat in Washington D.C., in de Verenigde Staten.

## Genootschap
Het genootschap werd opgericht op 27 januari 1888 door 33 geïnteresseerden in de geografie. Ze waren twee weken eerder, op 14 januari, voor de eerste keer samengekomen om te praten over "de wenselijkheid van een genootschap om kennis van de geografie uit te breiden en te verspreiden". De eerste voorzitter van het genootschap was Gardiner Greene Hubbard, die later werd opgevolgd door zijn schoonzoon Alexander Graham Bell.
Het doel van het genootschap was en is tot op heden het bevorderen van de publieke kennis van geografie en de wereld in het algemeen. Als een van de grootste educatieve en wetenschappelijke non-profitorganisaties ter wereld probeert het genootschap op allerhande manieren zijn doel te verwezenlijken. Zo publiceert het een maandelijks tijdschrift, National Geographic Magazine, financiert het wetenschappelijke expedities en ondersteunt het wetenschappelijk onderzoek op het gebied van de geografie.

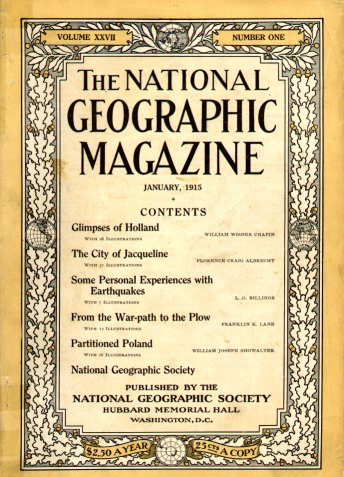
Omslag van de National Geographic van januari 1915

## Publicaties
De National Geographic Society is bekend voor de publicatie van het tijdschrift National Geographic. Zie aldaar voor een beschrijving. Hiernaast zijn er ook een aantal andere tijdschriften ontstaan:
- National Geographic junior: opgestart in 1975 als National Geographic World
- National Geographic Traveler: opgestart in 1984. Dit magazine, toegespitst op reizen, met nog steeds erg veel aandacht voor fotografie, kent sinds januari 2004 een Nederlandstalige editie.
- National Geographic Adventure: opgestart in 1999, laatste uitgave in 2009.
- National Geographic Explorer: schooltijdschrift, opgestart in 2001.
- National Geographic Historia: opgestart in 2015.

Hiernaast worden en zijn er ook allerhande afgeleide materialen gepubliceerd: kaarten, atlassen, boeken en dvd's.

## Films en televisie

### Films
Films die zijn geproduceerd door de National Geographic Society zijn o.a.:
- K-19: The Widowmaker (2002), een speelfilm, thriller gebaseerd op het dagboek van een commandant van een Russische onderzeeër, met Harrison Ford in de hoofdrol.
- March of the Penguins (2005), een Franse documentaire over pinguïns verteld door Morgan Freeman (in het Nederlands door Urbanus) ontving een Oscar voor beste documentaire in 2006.
- Arctic Tale (2007), een speelfilm waarin twee families van walrussen en ijsberen worden gevolgd.

### Televisie
De National Geographic Society heeft een eigen televisiezender, namelijk National Geographic Channel (NGC). Enkele programma's die te zien zijn op deze zender zijn o.a.:
- Air Crash Investigation
- Big, Bigger, Biggest
- Locked Up Abroad
- Megafactories
- Megastructures
- Seconds from Disaster
- The Dog Whisperer
- Science of Stupid
- Nazi Megastructures
- Apocalypse: WWII
- The incredible Dr. Pol

Logo van NGC

- The Story of God with Morgan Freeman
- Car SOS

Verder zijn er ook aparte documentaires te zien.

## National Geographic Museum
De organisatie beheert het National Geographic Museum, dat zich bevindt in Washington, D.C. Het museum beschikt over wisselende foto-exposities met werk van National Geographic-ontdekkingsreizigers, fotografen en wetenschappers. Er zijn ook wisselende exposities met betrekking tot de natuurlijke historie, cultuur, geschiedenis en maatschappij.

## Prijzen

### Hubbard-medaille

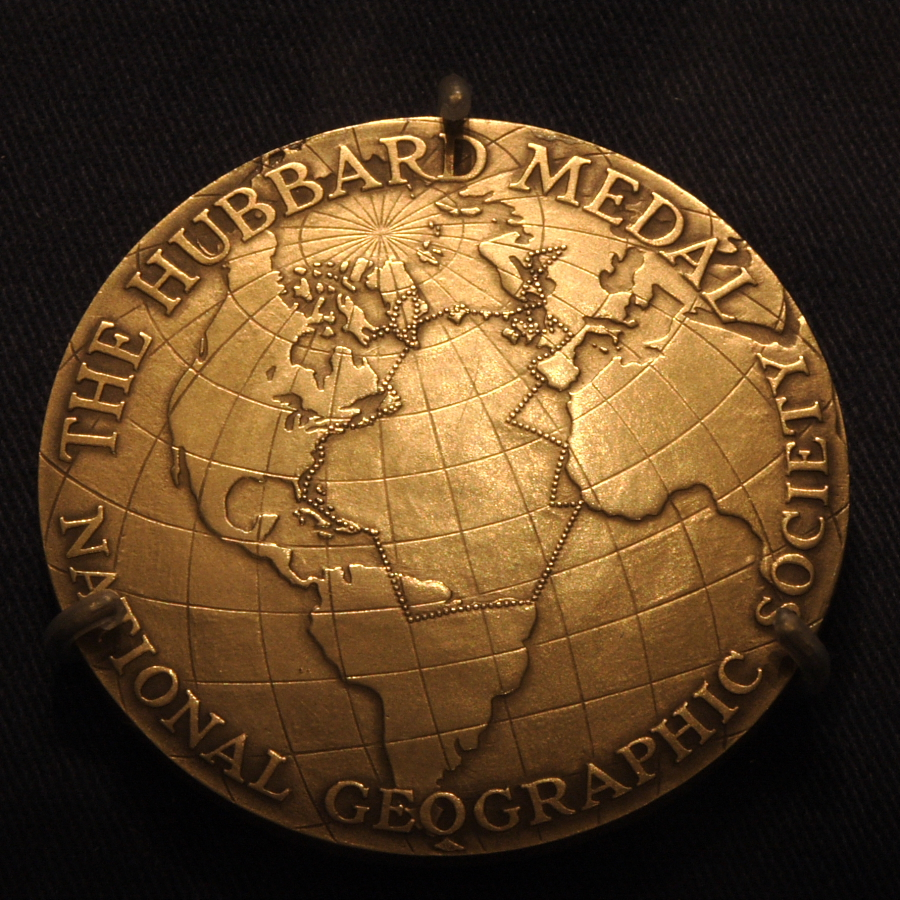
Anne Morrow Lindberghs op maat gemaakte medaille, met haar vluchtroute

De Hubbard Medal wordt toegekend door de National Geographic Society als onderscheiding in ontdekking en onderzoek. De medaille is vernoemd naar Gardiner Greene Hubbard, de eerste voorzitter van de NGS. Een van de meest recente Hubbardmedailles ging naar Don Walsh.

### Alexander Graham Bell-medaille
In zeldzame gevallen reikt de National Geographic Society de Alexander Graham Bell-medaille uit, voor uitzonderlijke bijdragen aan geografisch onderzoek. De prijs is vernoemd naar Alexander Graham Bell, wetenschapper, uitvinder en de tweede president van de NGS. Tot medio 2011 is de medaille tweemaal uitgereikt: in 1980 aan Bradford Washburn en zijn vrouw Barbara Washburn, en in 2010 aan Roger Tomlinson en Jack Dangermond.